# 賈賜桓
賈賜桓（？—？），中國清朝官員，本籍中國陝西，是附生出身。賈賜桓於1745年（乾隆10年）奉旨於台灣擔任台灣諸羅縣笨港縣丞。管轄約今北港一帶區域。
| 前任： 姚國興 | 台灣諸羅縣笨港縣丞 1745年上任 | 繼任： 程述祖 |